# 唐納·川普的商業經歷

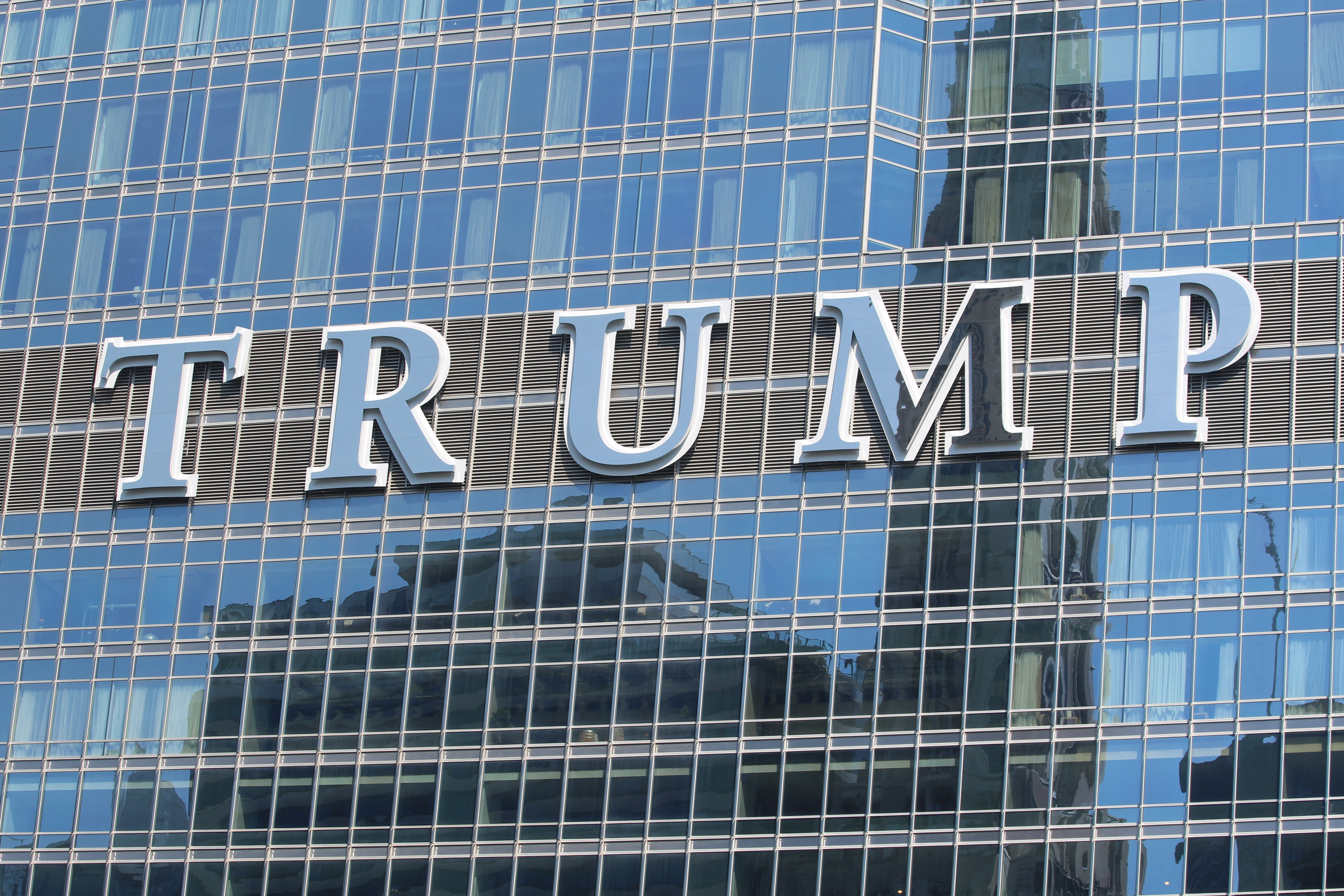
川普国际酒店大厦

唐納·川普的商業經歷於他競選與當選美國總統期間都成為美國甚至世界的焦點話題，有正反兩面評價，認為他是靠資本主義遊戲規則成功的美國夢典範，也有認為他用諸多見不得人手段和超高槓桿與官司賴帳，本質已經破產。

## 商業經歷

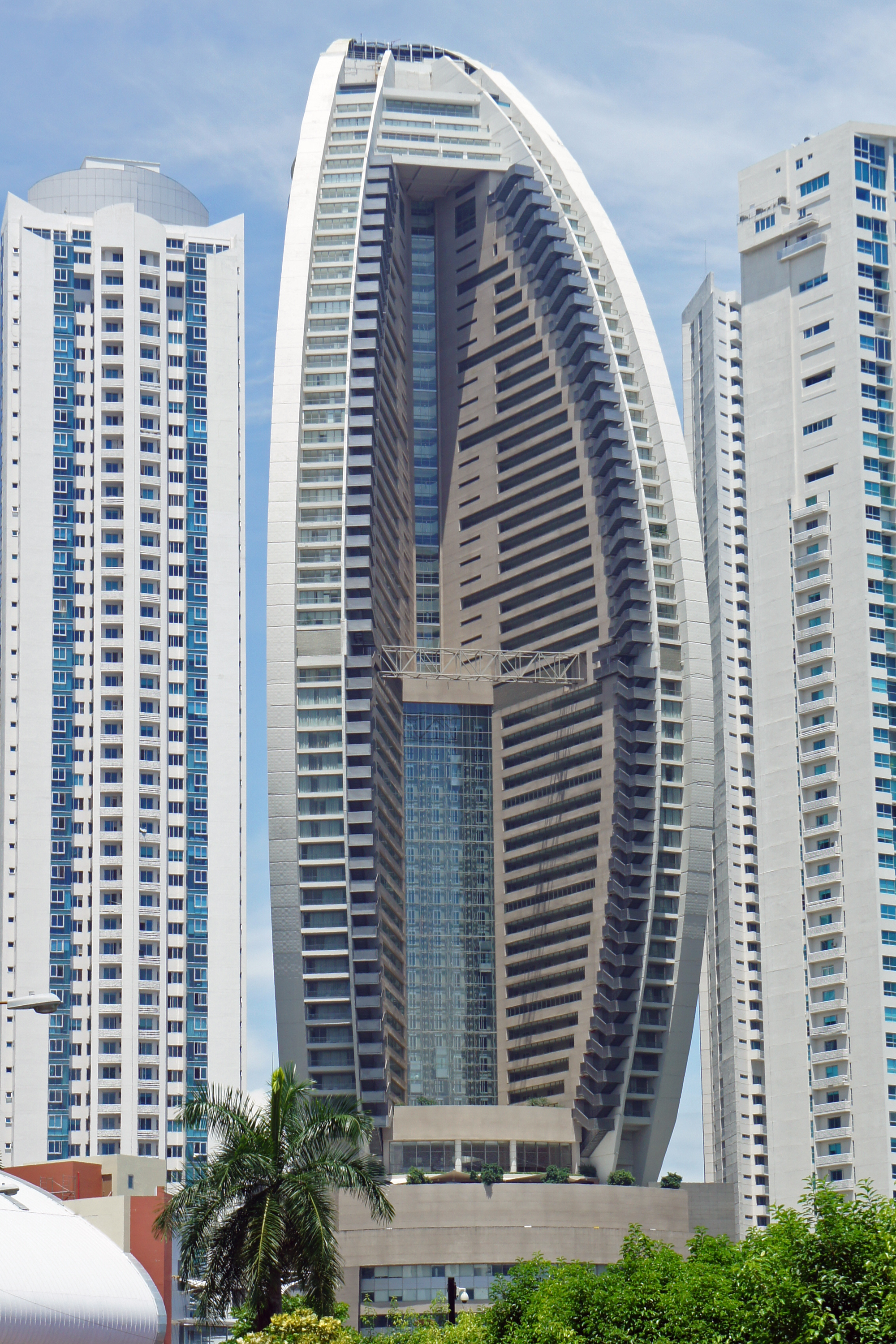
巴拿馬巴拿馬城的特朗普海洋俱樂部國際酒店大廈（中）

川普憑著高调的生活方式和作為成功的房地产開發商而聞名。受惠于父親的房地產帝國，幾棟以他的名字命名的摩天大樓坐落于纽约市中心區。他的前妻伊凡娜·川普幫他取的暱稱“The Donald”（唐纳德）脍炙人口。他的綜藝節目的口頭禪“You're Fired”（你被開除了）和他獨特的髮型也廣為人知。由於坦率直言和高媒體曝光率，川普成為公眾熟悉的社会名流并且常成为幽默作家筆下的题材。
從修繕海军准将酒店開始到凱悅酒店，他持續推进建设紐約市川普大厦和一些住宅的工作。川普也準備擴大航空產業（購買了达美路线的路線）和大西洋城的賭場生意，比如從克罗斯比家族手中購買了“泰姬瑪哈賭場飯店”（Taj Mahal Casino Resort），雖然其馬上倒閉。這次的債務擴大，分為個人與商業两个方面，但主要原因是呆帳問題。到了90年代前期，出現了更多關於他債台高築的新聞，其中提到了他財務上的困難、債權人抽資以及與马拉·梅普尔斯發生婚外情，而这正让他與前任妻子伊凡娜·川普離婚。
1990年動產衰退使特朗普無法找到支付貸款費用的來源。特朗普將錢投資在他第三個賭場的建筑物上，也就是10億美元的特朗普泰姬瑪哈賭場飯店。高額的垃圾債券使他再將更多錢投注在計畫中的競爭無法取得優勢（產業專家如此分析）。此時的局勢對特朗普來說十分嚴峻，1990年八月新泽西记录的專欄作家迈克·凯利寫道：「如果我們還有關債務人的監獄，特朗普就被关會在地牢。」凯利更註上：「唐納德·特朗普是第三世界。」，雖然他靠額外的貸款支撐自己的生意，並且將利息的支付延期，1991年增加的負債仍導致特朗普的事業破產。而他也到達個人破產的邊緣。銀行與債券持有人的損失數以億計，但是他們選擇重建負債，以避免在法庭上損失更多金錢的風險。泰姬瑪哈賭場飯店在1991年10月從破產邊緣再度露出曙光，以特朗普割讓50%賭場所有權給債權持有人，換取能降低利息並能爭取更多時間來支付費用。
1992年11月2日，特朗普廣場飯店在無法支付債務後，被迫提出預先打包（prepackaged）的破產保護。在此計畫下，特朗普同意放棄49%的股份並轉讓給花旗銀行與其他五個貸款者，由此特朗普能以更優惠的期限來持有5億美元多的所有權，並能保住行政總裁的職位（儘管不會得到報酬，且是不能知道每日運作事物的角色）
1994年，特朗普清償個人約9億美元的債務，并且还降低了將近35億美元的商業債務。當他被迫讓出在1989年購入的特朗普航空時，他計畫保有紐約市的特朗普大廈與他掌控的大西洋城的三家賭場。大通曼哈頓銀行（Chase Manhattan Bank）曾提供特朗普購買上西城土地的貸款（這也是特朗普在曼哈頓最大片的土地），而這塊土地後來被迫售予亞洲的土地開發商。根據之前曾在特朗普機構工作的員工提供的訊息，特朗普沒有保住不動產中任何地點的所有權，那些持有者只不過答應在那些據點發展或賣出後給他大約30%的利潤。在那時，持有者繼續讓特朗普幹他最拿手的事：建造東西。他們給他適度發展監製所需的建築費用與管理費用。新的所有人也允許他將自己的名字掛在建築物上，因為他的知名度能夠提高土地價值，也可讓他們的大樓能索價更高。
在1995年，他將自己賭場的股份合併至公開發行的股份中（特朗普酒店及賭場飯店）。華爾街在1996年將股票炒到35美元以上，但在1998年跌至個位數，肇因獲利極少且必須掙扎支付將近20億美元的債款利息。處於這樣的壓力之下，財政狀況並未能有效的改善。
問題一步步地逼近特朗普賭場飯店，在2004年5月28日“華爾街日報”的文章中，特朗普說到破產的恐懼困擾著他的心理，但他附加說明：「這真的沒有事實上那麼嚴重。」但一群他的債券持有人並不同意。在同一篇文章中持有44000美元債券的退休人員迈耶·麦瓦德（Meyer Marvald）說：“特朗普有達摩克里斯之劍。”2004年10月21日，特朗普擁有的特朗普酒店及賭場飯店宣佈破產重建計畫。此計畫需要將特朗普的所有權自56%降低至27%，由債券持有人來承接股票以此換取放棄債務。自此之後，特朗普的飯店被迫尋求自願破產保護，以期能維持免於經濟困難的狀況。该公司在2004年11月申請了第11章的保護令。特朗普被迫交出CEO職位，但仍保留董事會主席的位置。重整後的公司名为特朗普娛樂休閒公司。可惜好景不长，2008年金融危机诞生的全球金融海嘯導致該公司股價跌到剩1%，市值不到一千萬美元，且有大筆負債，幾乎处于倒閉邊緣。2009年2月14日，特朗普和女兒宣布辭去特朗普娛樂集團董事會主席和董事，因為一筆5300萬美元的公司债务原本在去年12月1日到期，可是特朗普娛樂集團無力償付，總共延期了4次。一旦賭場宣布破產，公司就几乎已经破產。
1990年代後期，他的财富和名聲迅速膨脹。在2001年他完成了川普世界大廈，一棟位于联合国总部大楼马路对面的72層住宅摩天樓。同年，他在哥伦布圆环（Columbus Circle）開始建造川普廣場，一栋包含飯店與公寓44層的複合摩天大樓。川普現於在曼哈頓已擁有主要超過1,800萬方英尺（167万平方米）的不動產。
他也投資金融資產，包括佔有帕克·阿德南公司的17.2%，一個以百慕達為基礎的金融服務機構所持有的公司。在2003年末，川普與兄弟姊妹們賣掉了已故父親的地產帝國給一個投資團體，包括貝恩資本、KKR公司與蘭博努尼銀行（據說賣了6億美元）。川普分得三分之一（將近2億美元），他將這筆資金使用在川普赌场饭店的籌措資金上。他出席美國知名實境秀《誰是接班人》則讓他的形象變好。
2015年8月，克里斯蒂亚诺·罗纳尔多從普洛托集團手中買下紐約市中心的一套豪華公寓，這套公寓樓名為川普塔，克里斯蒂亚诺·罗纳尔多付出的收購代價是1600萬歐元。這套豪華的公寓，位於第五大道入口，可遠眺中央公園和帝國大廈。豪宅內部健身房，餐廳等一系列設施一應俱全，而內部的裝修更是奢華無度，堪比皇家宮殿。這間豪宅的前主人正是意大利不動產大亨普洛托，也是川普的商業合作夥伴。據消息稱，就是小說《格雷的五十道陰影》中霸道總裁所居住地點的原型。

### 創立品牌

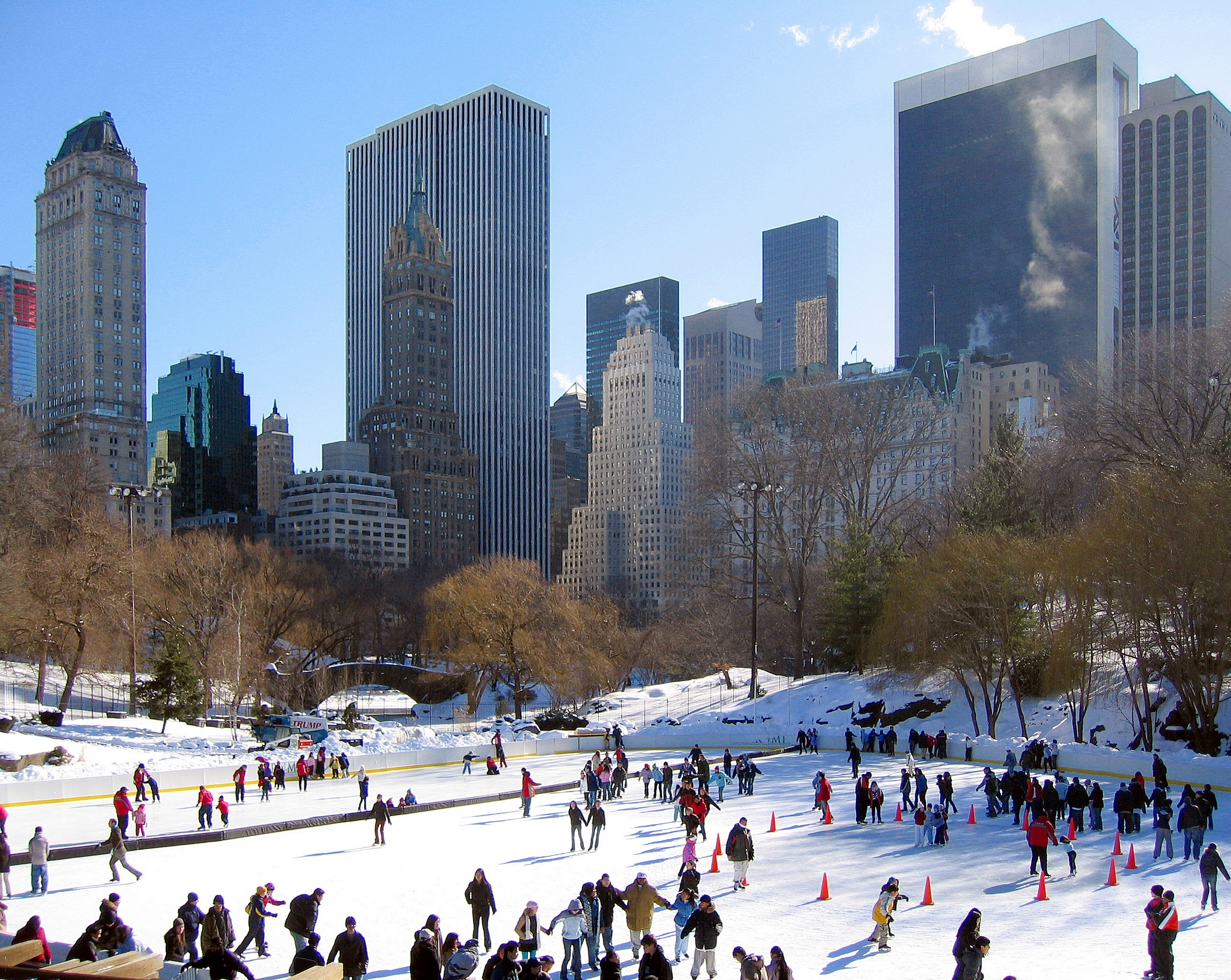
位於中央公園的沃爾曼溜冰場

隨著在不動產與電視方面的成功，特朗普也以自己姓氏為名行銷了許多商品。這些產品包含了：
- 特朗普之子男性服飾系列（Donald J. Trump Men's Collection）
- 特朗普罐裝水（Trump Ice bottled water）
- 特朗普伏特加（Trump Vodka）
- 特朗普雜誌（Trump Magazine）
- 特朗普高爾夫（Trump Golf）
- 特朗普牛排（Trump Steaks）
- 特朗普古早式冰淇淋（Trump Old Fashioned Ice Cream Parlor）（位於紐約特朗普大廈內）
- 特朗普酒吧（Trump Bar）（位於紐約特朗普大廈內）
- 特朗普自助餐（Trump Buffet）（位於紐約特朗普大廈內）
- 特朗普冰淇淋（Trump Ice Cream Parlor）
- 特朗普酒宴（Trump Catering）
- 特朗普大學（Trump University）從事商業教育（私人補習機構，非正式教育之學校，已結束運作）
- 特朗普學院（Trump Institute）從事商業教育（私人補習機構，非正式教育之學校）
- 特朗普酒店（Trump Hotels）
- 特朗普遊戲（英语：Trump: The Game）（Trump The Game）（1989年紙盤遊戲，類似大富翁）
- 特朗普按揭（英语：Trump Mortgage）：抵押業務公司。
- 出发吧特朗普（旅游网站）：在2006年，特朗普拓展事業至GoTrump（页面存档备份，存于），一個線上旅遊網站。用他的話來說，GoTrump.com是“旅遊交易的藝術”（the art of the travel deal）。

## 現況

### 完整持有的財產

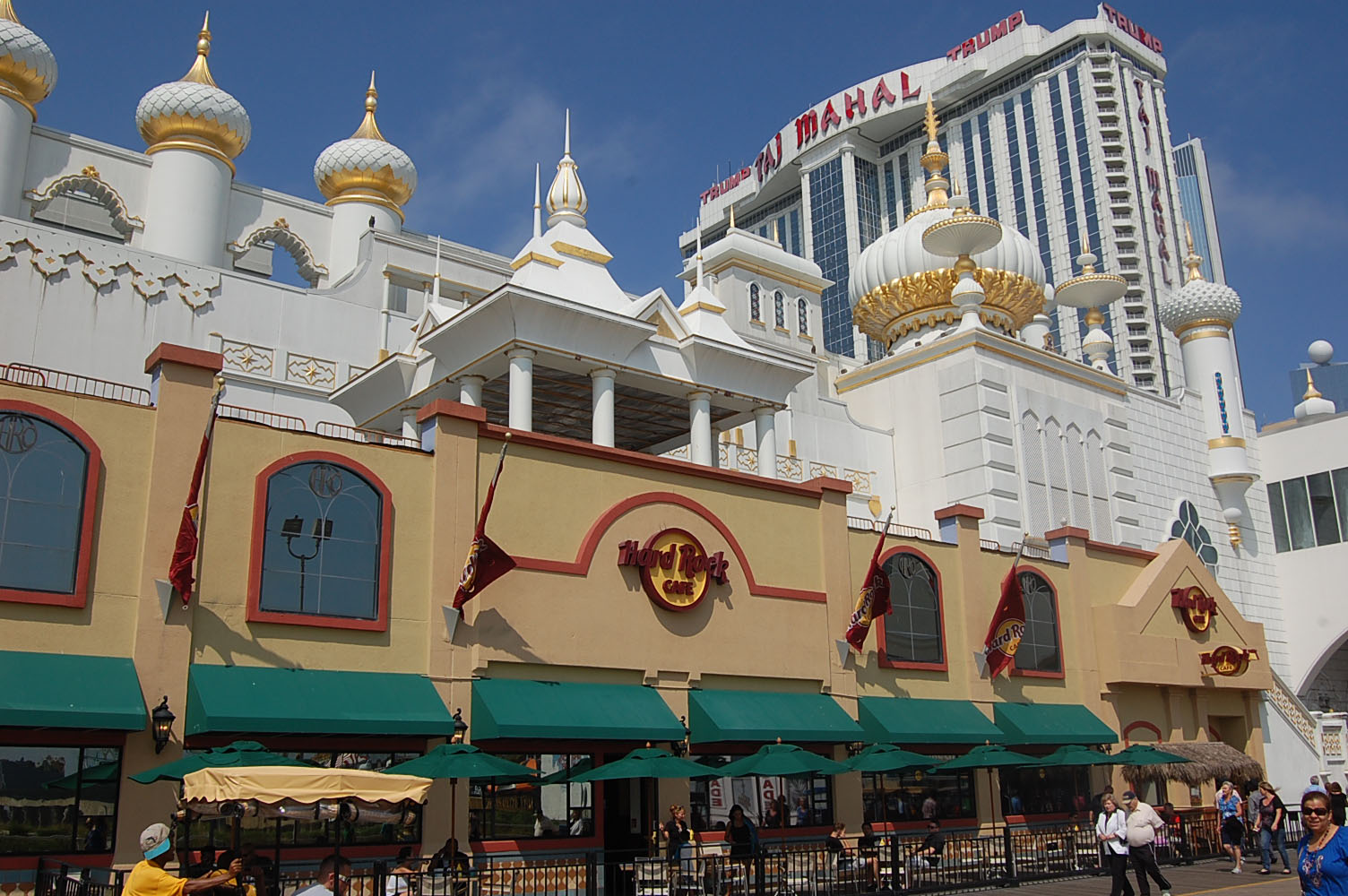
特朗普泰姬瑪哈，位於大西洋城的1000號木板路上，于2016年10月10日停业

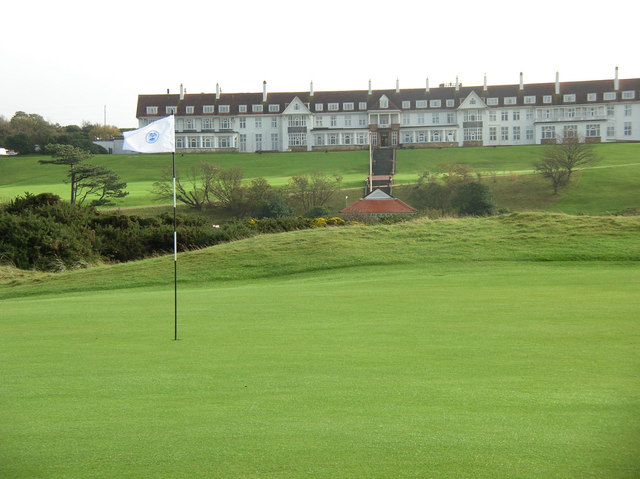
位於蘇格蘭南艾爾郡的特恩貝里酒店

- 個人住所：特朗普大廈（Trump Tower）最頂樓三層，位於紐約市第五大道725號，大約30,000平方英尺（约3,000平方公尺）的空間，細節裝潢是採用青銅、黃金與大理石。價值超過5,000萬美元，也是紐約市最值錢的公寓。
- 棕櫚泉莊園：43,000平方英尺（约4,000平方公尺），座落棕櫚泉廣大的沿海地帶。特朗普以四千萬美元在一個2004年一個破產競標中購入。重新裝潢的工作是由“飛黃騰達”第三季的優勝者肯德拉·托德（英语：Kendra Todd）帶領負責，而特朗普正打算重新申報此產物為1億2,500萬美元。若能以此價售出，則會遠遠超過美國曾售出的房屋之最高價（目前的紀錄是罗纳德·佩雷尔曼（英语：Ronald Perelman）在2004年於棕櫚泉的7,000萬美元紀錄）。
- 海湖庄园（Mar-a-Lago，即棕櫚灘古蹟馬爾阿拉歌俱樂部），位於佛羅里達州，這座莊園多半改建為私人俱樂部，這個地標型的產物價值為2億美元。
- 特朗普娛樂度假中心（Trump Entertainment Resorts）：這家公司是屬於特朗普名下的賭場度假中心。在經歷了長時間的財務風暴之後，這家公司也列入2004年的破產保護當中。特朗普同意投資5,500萬現金在這家新公司，且支付1,640萬美元給公司的借方。來換回在這家新的股份公司持有29.16%股權，這份股權在2005年10月價值大約是1億5,000萬美元，下列是特朗普品牌的度假飯店：
  - 特朗普泰姬瑪哈（Trump Taj Mahal）
  - 特朗普廣場飯店（Trump Plaza）：位於大西洋城。
  - 特朗普碼頭（Trump Marina）
- 特朗普公民遺產（The Estates at Trump National）：位於加利福尼亞州兰乔帕洛斯维第斯（Rancho Palos Verdes, CA 90275〔310〕265-5000）。
- 特朗普燈塔（Trump Grande）：位於佛羅里達州。
- 位於華爾街40號的特朗普大樓（The Trump Building）：特朗普在1996年以3,500萬美元購入並重新整修，雖然特朗普宣稱它的價值是4億美元，但纽约估稅（New York tax assessors）為其估價只有9,000萬美元。特朗普將此產物抵押了1億4,500萬美元，並將此款項用於其他投資。
- 特朗普宮殿（Trump Palace）：位於紐約市西六十九街200號。
- 特朗普公園（Trump Park）：纽约市中央公园南106號（106 Central Park South, New York, NY）。
- 特朗普公園大道（Trump Park Avenue）：公園大道及第59街（Park Avenue & 59th Street）。
- 特朗普世界大廈（Trump World Tower）：紐約市联合国广场845号（845 United Nations Plaza, New York, NY）。
- 位于怀特普莱恩斯市中心的特朗普塔（英语：Trump Tower (White Plains)）（Trump Tower at City Center）：纽约州怀特普莱恩斯市城市广场10號（10 City Place, White Plains, NY 10601）
- 特朗普棕櫚泉廣場飯店（Trump Plaza of the Palm Beaches）：屬於雙塔32層樓住宅大樓，位於佛羅里達州西棕櫚泉的市中心。
- 特朗普廣場飯店（Trump Plaza）：纽约市东61街167号（167 East 61st Street, New York, NY），39層楼，位於上東區Y型規劃公寓樓。
- 凱悅酒店（Grand Hyatt）：位於纽约市大中央公园大道（Park Ave at Grand Central, New York City, NY），26層樓的飯店，在中央車站旁，也是特朗普經手的第一個主要計畫，之後在1996年，根據報導以1億4,000萬出售50%的股權利息給予凱悅集團。
- 川普国际酒店大厦（Trump International Hotel and Tower）
  - 分別位於拉斯維加斯，芝加哥[11]，多倫多，紐約蘇活區，檀香山，杜拜，巴拿馬市，紐奧良，温哥华。
- 特朗普国际酒店公寓（Trump International Hotel & Residence），位於鳳凰城，该計畫已取消。

#### 其他產物
- 位於坦帕的特朗普塔（英语：Trump Tower (Tampa)）（Trump Tower）：正面對經濟困難。[12][13]

### 其他重要資產
許多開發商付費給特朗普去行銷他們的產物，以使其產物可在公開場合宣傳。因為這個原因，特朗普並非擁有所有全部掛著他名字的建築物，舉例來說有：
- 韓國首爾的特朗普世界一期、二期和三期（Trump World I, II, and III），本建築支付特朗普500萬美元以获得其姓名使用權。
- 紐約特朗普國際酒店，特朗普提供他的名字與專業知識給予建築物的擁有者。

### 已處份的资产

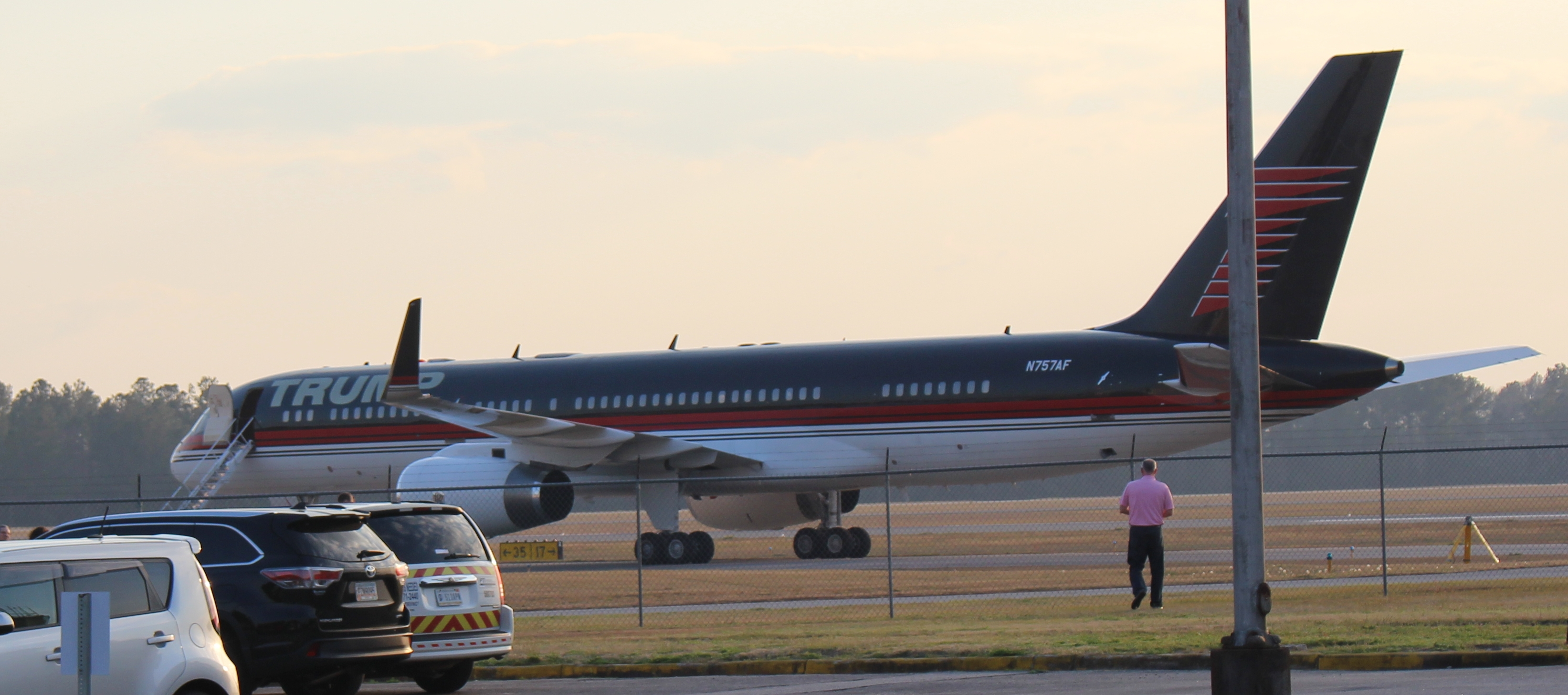
特朗普的波音757，綽號“特朗普空軍一號” (Trump Force One)，在特朗普2016年總統競選期間使用

- 特朗普大学：由特朗普创办的，以所谓“大学”为名义创办的教育机构，实际上是一家公司，甚至没有获得大学办学认证（即野鸡大学）。目前因涉嫌诈骗而面臨美国检察机关起诉[16]。
- 特朗普牛排：是特朗普旗下的特朗普集團曾經銷售的的一個美國牛排品牌。
- 特朗普航空

## 其他
- 唐納·川普之地產大亨
- 以唐纳德·特朗普命名的事物列表